# Agabus nebulosus
Agabus nebulosus es una especie de escarabajo del género Agabus, familia Dytiscidae. Fue descrita científicamente por Forster en 1771.

## Distribución geográfica
Habita en África, Europa y norte de Asia (excepto China).